# LaGrange (Arkansas)
LaGrange è un comune degli Stati Uniti d'America, situato in Arkansas, nella contea di Lee.